# ミュリエル・コーネル
ミュリエル・アミー・コーネル（Muriel Amy Cornell、出生時の旧姓はガン (Gunn)、1906年9月27日 - 1996年3月8日）は、イギリスの陸上競技選手で、走幅跳の元世界記録保持者。

## 来歴
1906年に、サリーカウンティの一部だったミッチャムで、フレデリック・ウィリアム・ガンとベアトリス・ミニー（旧姓ルーズモア）との間に生まれた。
コーネルは、1926年に19歳でミッチャム陸上クラブの創設メンバーの一人となった。初めての競技会の記録は4.65メートル( m)だったが、急速に記録を伸ばした。8月にロンドンの英国大会で、コーネルは走幅跳に5.485 m.の世界新記録を樹立した。8月下旬にスウェーデンのイェーテボリで開催された1926年国際女子競技大会（第2回）では、5.44 mの記録で日本の人見絹枝 （5.50 m、世界新記録）に次ぐ2位となる。『オックスフォード英国人名事典』では、コーネルは人見の記録を上回っていたが、跳躍後に関係者に話しかけようと振り向いた際にピット（砂場）に足跡が残った（ために記録が短くなった）としている。人見が5.50 mを出した後の最後の跳躍では踏切板をわずかに踏み越してファウルとなった。
コーネルは1927年8月に再度5.575 mの世界記録を樹立し、これは人見が1928年に5.98 mを記録するまで保持された。人見とコーネルは国際女子競技大会以来文通もする間柄となり、翌1928年6月に1928年アムステルダムオリンピック出場を前に人見がイギリスに滞在した際にはコーネルの自宅を訪問している。そのアムステルダムオリンピックは女子の陸上競技が初めて正式採用された大会だったが、イギリスは実施競技数の少なさ（100m・800m・走高跳・円盤投・4x100mリレー）等を理由に女子陸上選手の派遣を見送り、コーネルは不参加となった。
1928年8月にハーバート・コーネルと結婚した。コーネルは7月に全英女子選手権大会に出場した際、人見絹枝に結婚式に招待すると話したが、人見の参列は実現しなかった。
1930年、バーミンガムでの英独対抗大会で、ヨーロッパで初の19フィート越えとなる5.80 m（19フィート 2.5インチ）を記録した。この記録は英国記録として1952年まで23年間破られなかった。プラハで開催された1930年国際女子競技大会（第3回）では、前回に続いて人見絹枝に次ぐ2位となった。コーネルは走幅跳の前に出た80mハードルで、足をハードルに引っかけるアクシデントに見舞われていた。
コーネルは短距離走やハードルにも出場し、女子アマチュア陸上競技選手権大会では、1927年に100mハードル、1928年に100ヤード、1930年に80mハードルでそれぞれ優勝している。1928年大会では80mハードル準決勝で世界記録を更新したが、決勝では敗れた。
1933年に娘を出産した。
1934年にアキレス腱を断裂して競技生活を退いたが、スポーツには関わり続けた。イングランド女子アマチュア陸上競技協会の名誉秘書を11年間務めた。1934年にいずれもロンドンで開催された1934年国際女子競技大会（第4回）、およびイギリス帝国選手権女子競技の組織幹事でもあった。1936年ベルリンオリンピックでは女子チームのマネージャーを務めた。第二次世界大戦後には、全国的な指導者スキームの確立に重要な役割を果たした。
コーネルは1996年3月8日にサリー州レッドヒルで肺炎のために死去した。
没後の2014年にイングランド陸上競技殿堂入りを果たした。